# Solenodonsaurus

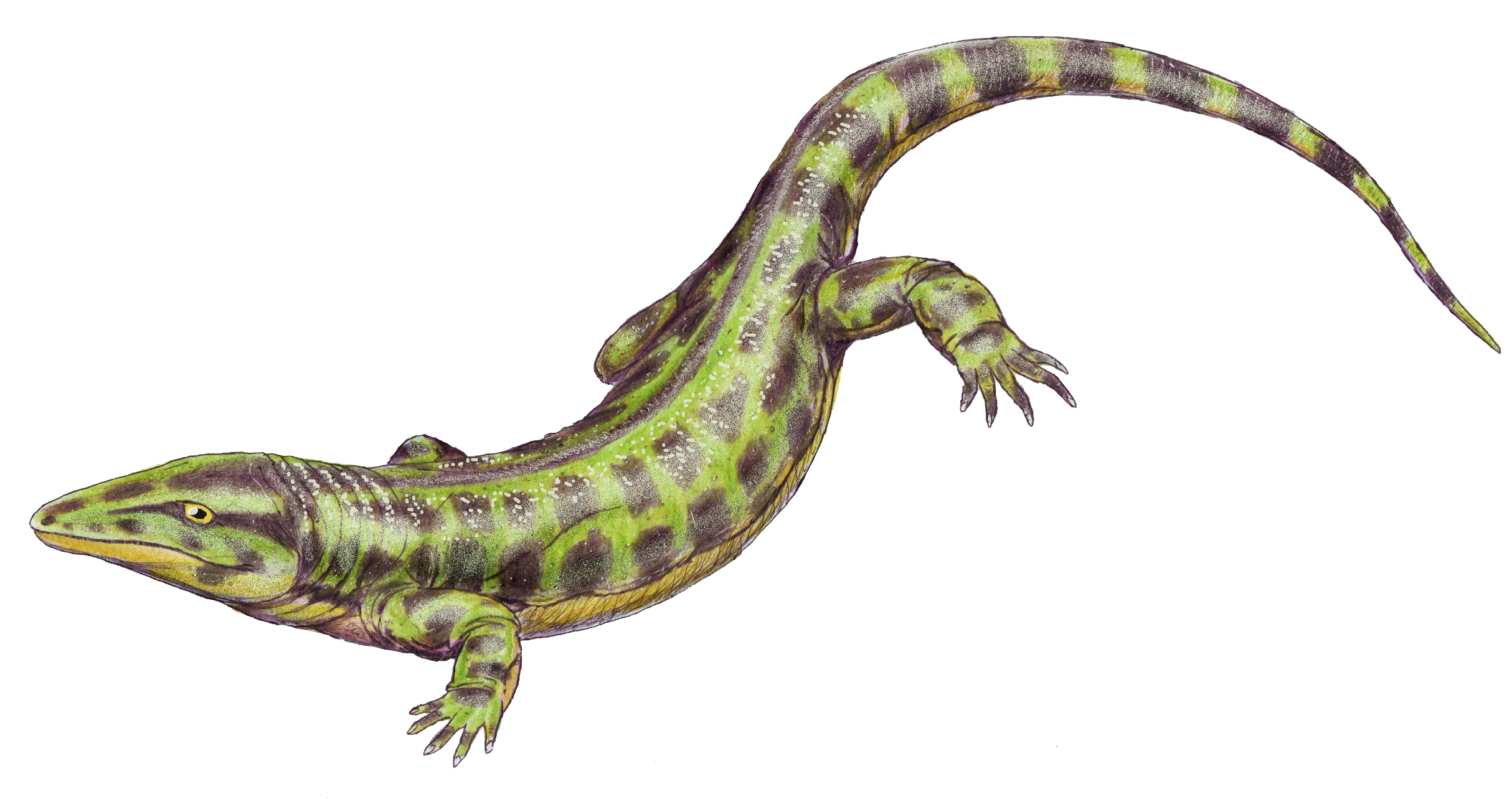
Реконструкція

Solenodonsaurus — це вимерлий рід рептиліоморфів, який мешкав на території сучасної Чехії під час вестфальської стадії.

## Опис
Соленондозавр мав довжину морди й отвору 45 сантиметрів із довжиною черепа 14 сантиметрів.
Solenodonsaurus демонструє цікаве поєднання характерів, що ускладнює його філогенетичне розташування. Зуби не мають лабіринтодонтної складки емалі, а череп має набагато меншу отальну виїмку, ніж у інших рептіліоморфних амфібій. Проте загальна конструкція пов’язує його з Diadectomorpha.

## Палеобіологія
Solenodonsaurus, ймовірно, був найкраще пристосований до життя на суші, на відміну від життя у водному середовищі, як багато інших ранніх чотириногих. Кінцівки та таз у всіх відомих екземплярів соленодонзавра неповні, що ускладнює висновок про те, як тварина могла рухатися. Однією з особливостей, яка свідчить про наземний спосіб життя, є обертання кінців плечової кістки на 90°, що спрямовує передню кінцівку вперед, а не вбік. Кілька імовірно наземних груп палеозойських чотириногих, у тому числі амфібамідні темноспондили, мікрозаври та перші амніоти, мають подібний ступінь обертання плечових кісток. Коротка трикутна форма черепа Solenodonsaurus відрізняє його від більшості водних форм, які мають або довгі та вузькі, або широкі та параболічні голови.
Колись вважалося, що у соленодонзавра була система слуху, що відповідає імпедансу, як у сучасних чотириногих, із мембраною, схожою на барабанну перетинку, яка покривала виїмку в лускоподібній кістці на задній частині черепа. Докази наявності барабанної перетинки можна побачити в хребті, який проходить уздовж лускоподібної виїмки, яка, можливо, була точкою кріплення мембрани. Однак, оскільки вушна виїмка дуже мала, наявність барабанної порожнини зараз вважається малоймовірною.

## Філогенетика
Solenodonsaurus традиційно класифікується як близький родич амніот (хребетних, які відкладають яйця на суші). Проте філогенетичний аналіз Solenodonsaurus та інших ранніх чотириногих (чотирьохногих хребетних) у 2012 році виявив, що вони більш тісно пов'язані з групою амфібій Lepospondyli.